# Tribuna delle reliquie

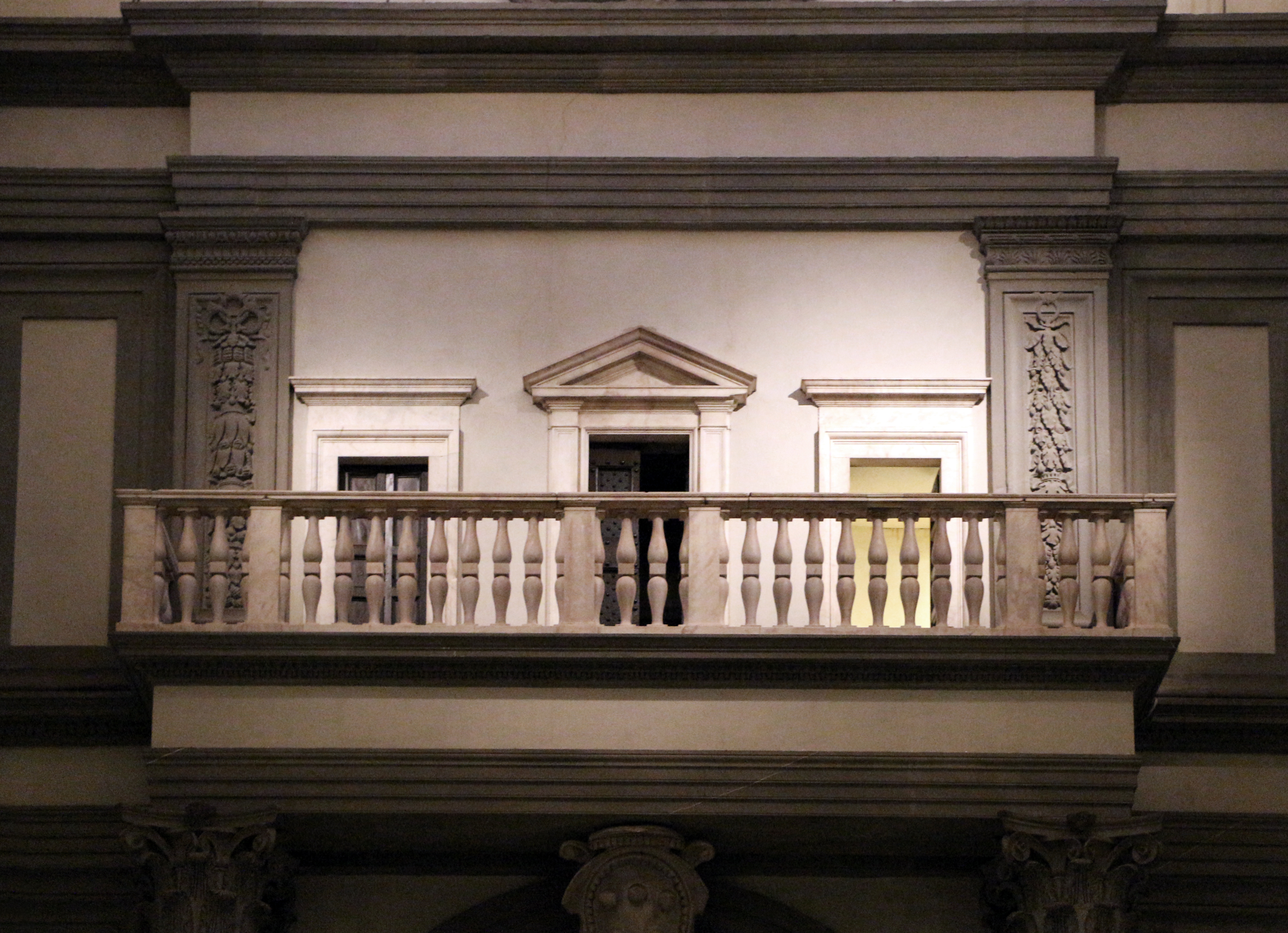
Tribuna delle reliquie

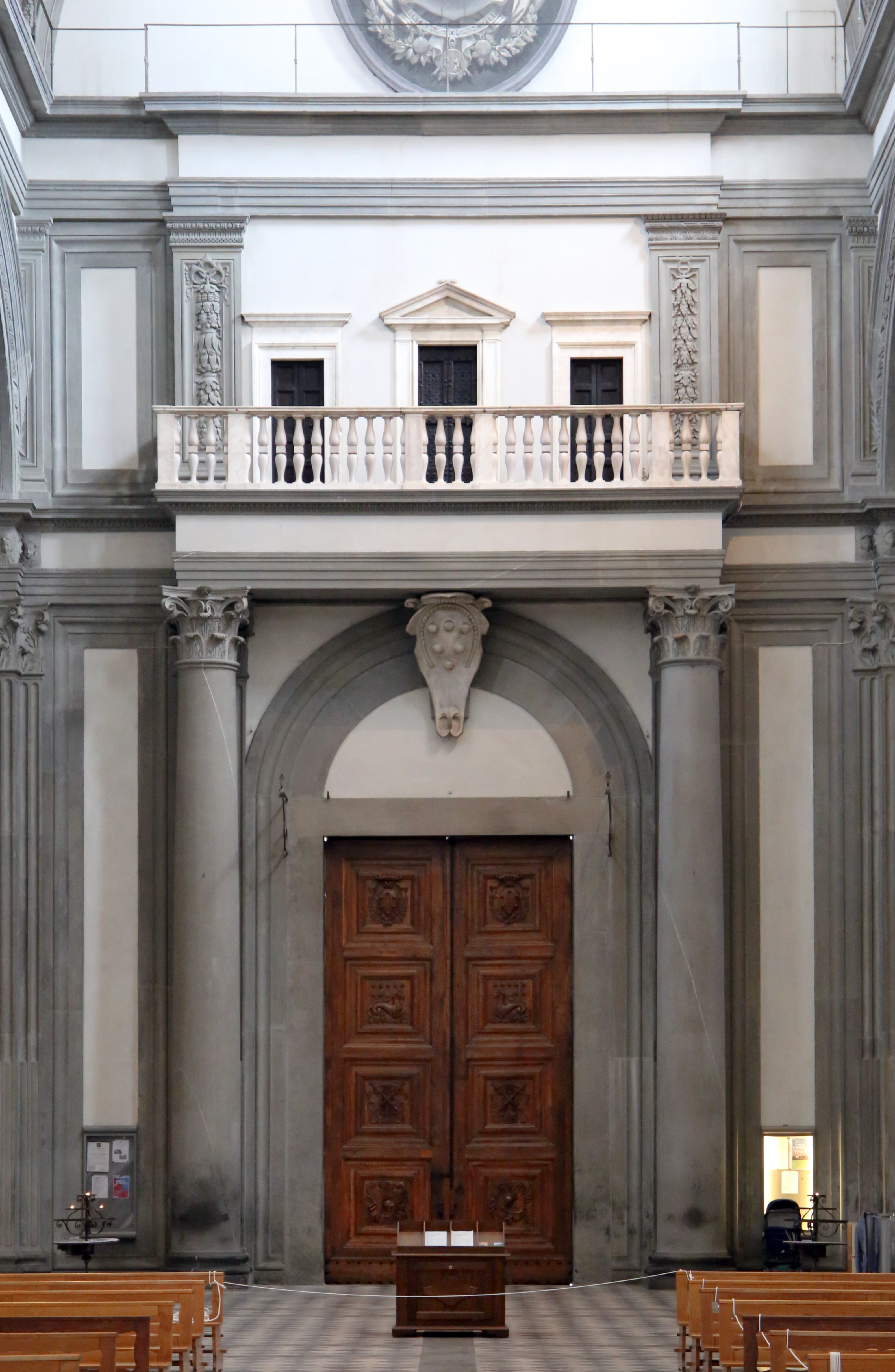
Veduta d'insieme della controfacciata

La Tribuna delle reliquie è un ambiente della basilica di San Lorenzo di Firenze, progettato da Michelangelo Buonarroti tra il 1531 e il 1532 circa. Si trova nella controfacciata interna della chiesa.

## Storia e descrizione
La tribuna, che si trova sopra il portale centrale interno di San Lorenzo, venne commissionata da Clemente VII per conservare ed esporre alcuni reliquiari di famiglia, già riacquistati e restaurati da suo cugino Leone X, a partire da una serie di stoviglie in pietre dure appartenute a suo padre Lorenzo il Magnifico e trafugate dal palazzo Medici durante la seconda cacciata della sua famiglia dalla città di Firenze. Il loro ritorno aveva quindi un particolare significato simbolico per la casata medicea, così come la loro donazione alla chiesa di famiglia, San Lorenzo, e una tale occasione richiese un progetto monumentale che venne elaborato da Michelangelo allora al soldo di Clemente.
La prima idea (1525) prevedeva un ciborio a quattro colonne da porre sull'altare maggiore, ma venne scartata dal committente, poiché avrebbe coperto troppo le pareti, che era forse sua intenzione fare affrescare. Tale progetto si trova in un disegno sul "recto" del foglio 76A a Casa Buonarroti e secondo Charles de Tolnay anche nel vol. V, 29, fol. 204 v della stessa istituzione. Nel 1531 si arrivò al progetto in controfacciata, che inizialmente doveva continuare l'architettura brunelleschiana della navata (schizzi a Casa Buonarroti nel foglio 76Ar, 55 Ar, 56Ar, 86Ar, 82Ar, 83Ar, 87Ar), con un balcone aggettante su mensole sopra il portale grandioso, il cui architrave era all'altezza dei pulvini dei pilastri di Brunelleschi.
Per attenuare però i contrasti tra vecchio e nuovo, si giunse a un nuovo progetto, più semplice, con la facciata interna articolata su due piani, adattandosi alle scansioni preesistenti. La tribuna infatti è alla stessa altezza delle trabeazioni che corrono tutt'intorno alla chiesa, mentre la lunghezza del balcone è uguale a quella del portale, che è affiancato da due grosse colonne corinzie di sostegno. Il portale rettangolare è sormontato da un arco, che riprende quello superiore in controfacciata. Al centro campeggia l'immancabile stemma mediceo. Il balcone, in marmo, è scandito da una balaustrata, dietro la quale si aprono tre portali pure in marmo, che conducono a tre stipi, ricavati nello spessore della controfacciata, dove su mensole lignee venivano conservati i reliquiari. Il portale centrale ha due paraste lisce con una cornice profilata, e timpano triangolare. Quelli laterali sono architravati. Ai lati due paraste in pietra serena con festoni disegnati da Michelangelo stesso, sormontati dagli anelli medicei. 
L'opera venne completata nel dicembre 1532. Per il suo carattere "mimetico" e misurato, il progetto della Tribuna è uno dei meno noti tra quelli michelangioleschi.